# Kirkdale
Kirkdale – dzielnica w Liverpoolu, w Anglii, w Merseyside, w dystrykcie Liverpool. W 2011 miejscowość liczyła 16 115 mieszkańców. Kirkdale jest wspomniana w Domesday Book (1086) jako Chirchedele.